# 11382 Juliasitu
11382 Juliasitu eller 1998 SW127 är en asteroid i huvudbältet som upptäcktes den 26 september 1998 av LINEAR i Socorro County, New Mexico. Den är uppkallad efter Julia Situ.
Asteroiden har en diameter på ungefär 2 kilometer.